# Saint-Saturnin-lès-Apt
Saint-Saturnin-lès-Apt település Franciaországban, Vaucluse megyében. Lakosainak száma 2986 fő (2022. január 1.). Saint-Saturnin-lès-Apt Sault, Apt, Gargas, Joucas, Lioux, Murs, Roussillon és Villars községekkel határos.

## Népesség
A település népessége az elmúlt években az alábbi módon változott:
| Lakosok száma | 2729 | 2732 | 2832 | 2811 | 2844 | 2877 | 2910 | 2947 | 2986 |
|               | 2013 | 2015 | 2016 | 2017 | 2018 | 2019 | 2020 | 2021 | 2022 |